# Sixt-Fer-à-Cheval
Sixt-Fer-à-Cheval (fer à cheval = „Hufeisen“) ist eine französische Gemeinde mit 728 Einwohnern (Stand 1. Januar 2022) im Département Haute-Savoie in der Region Auvergne-Rhône-Alpes. Das Dorf in den Hochsavoyen war ein Mitglied der Vereinigung der schönsten Dörfer Frankreichs.

## Geographie
Sixt-Fer-à-Cheval liegt auf 765 m, 15 Kilometer nordwestlich von Chamonix und etwa 50 km ostsüdöstlich der schweizerischen Stadt Genf (Luftlinie). Das Dorf befindet sich in den Savoyer Alpen, im östlichen Teil der historischen Landschaft Faucigny und erstreckt sich in einem Talkessel am Oberlauf des Giffre.

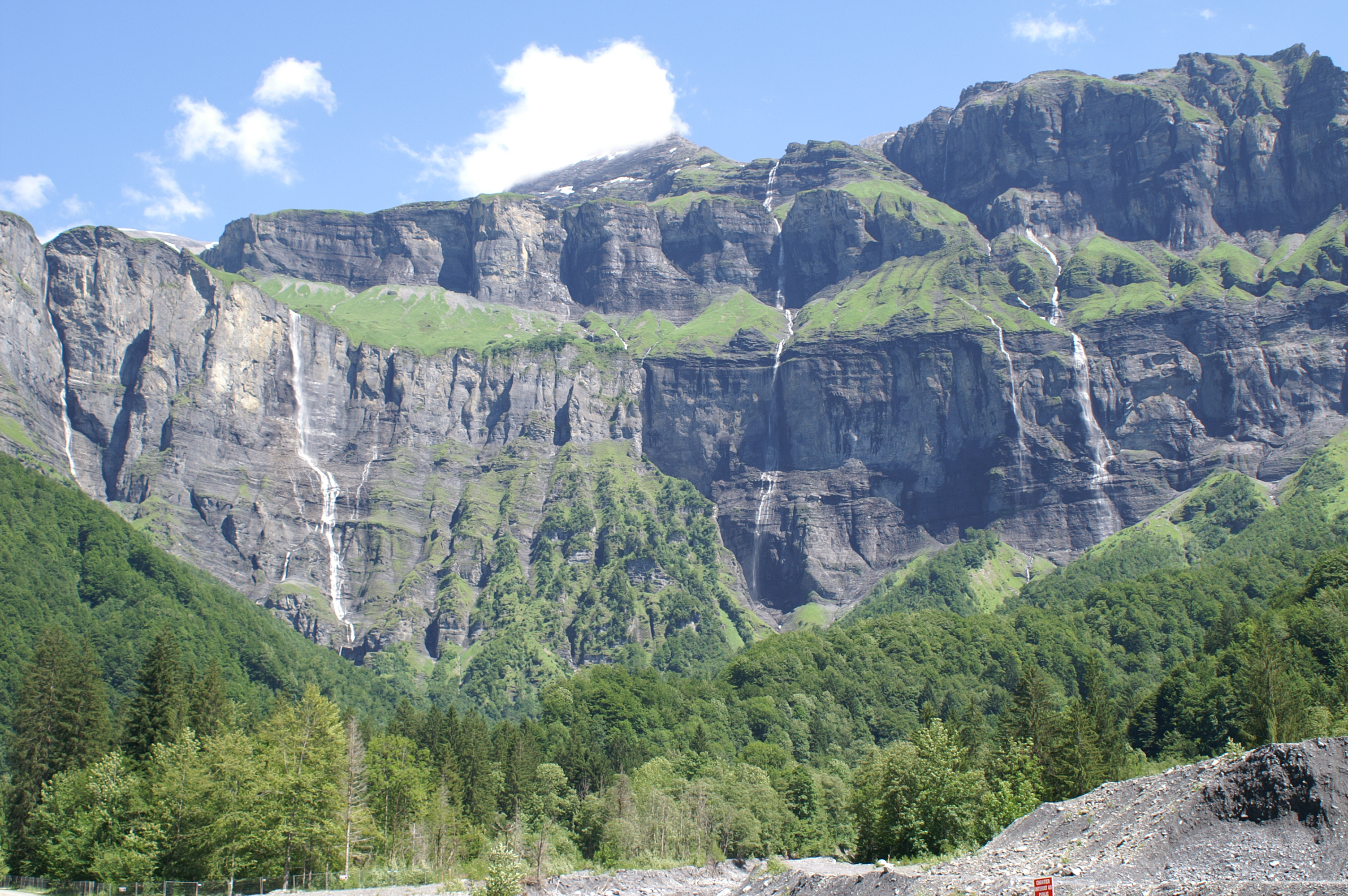
Der Cirque du Fer à Cheval

Die Fläche des 119,07 km² großen Gemeindegebiets umfasst einen stark reliefierten Abschnitt der Savoyer Alpen und den gesamten oberen Einzugsbereich des Giffre (mit Ausnahme der Alp von Anterne). Der Giffre entspringt an den Westhängen des Grand Mont Ruan und fließt dann zunächst nach Südwesten durch ein Trogtal, wobei der Talboden bis zu einem Kilometer breit ist. In einem kurzen Seitental befindet sich der Cirque du Fer à Cheval, ein hufeisenförmiger Kessel (Kar) mit hohen Felswänden, über die zahlreiche Wasserfälle verschiedener Bergbäche herabstürzen. Das Hauptsiedlungsgebiet bildet der Talkessel bei Sixt, in den von Süden her ein weiteres Seitental mündet. Westlich dieses Talkessels durchbricht der Giffre mit den Gorges des Tines eine Engstelle.

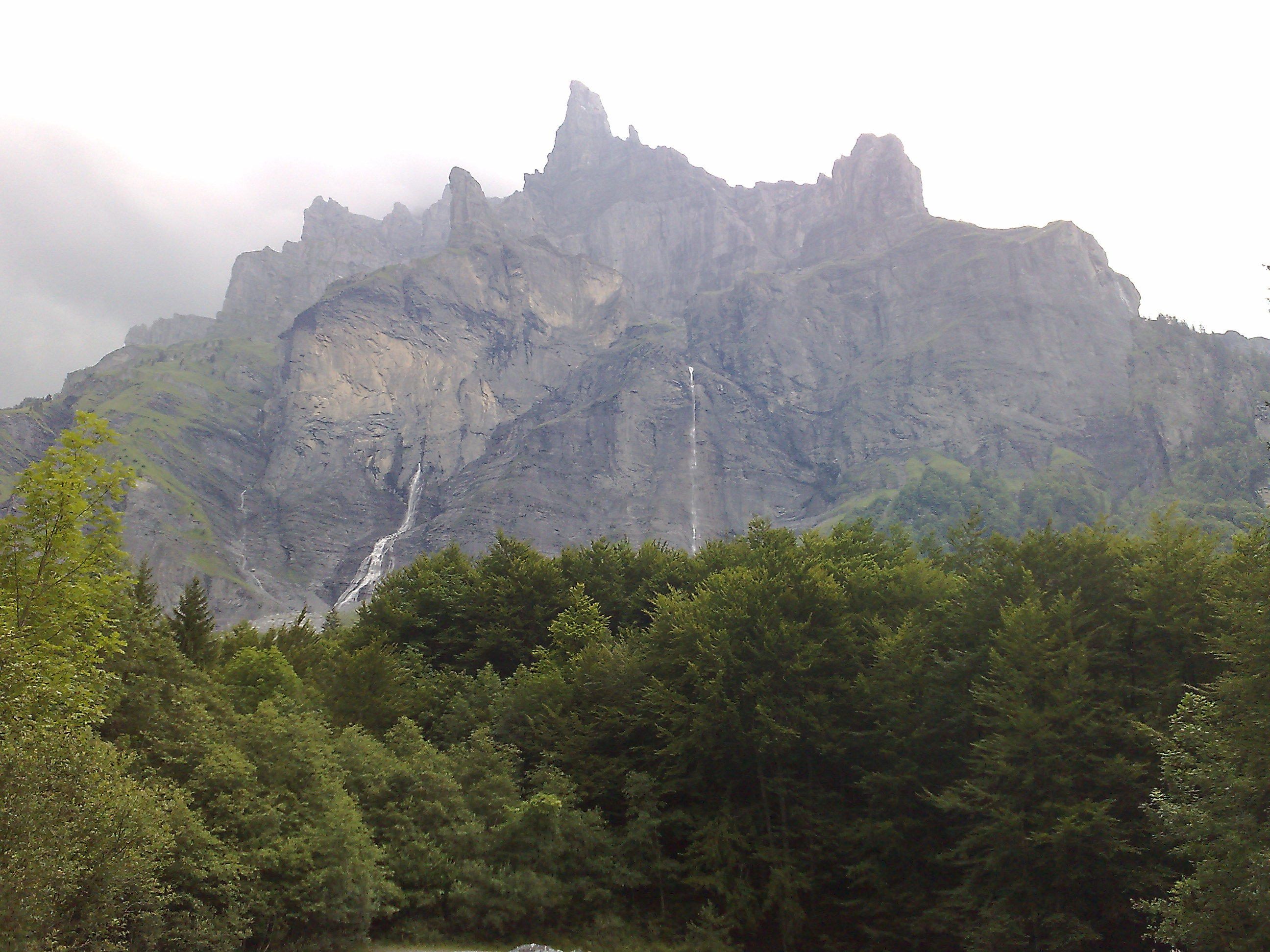
Die Steilwände des Pic de Tenneverge

Die Talhänge sind dicht bewaldet und werden von schroffen Felswänden überragt, dazwischen befinden sich ausgedehnte Alpweiden. Flankiert wird das Giffre-Tal im Norden von den Gipfeln von Les Avoudrues (2666 m), Les Dents Blanches (2757 m), im Osten von Grand Mont Ruan (3047 m, auf der Grenze zum Wallis), Pic de Tenneverge (2987 m), Cheval Blanc (2831 m) und Le Buet (mit 3096 m die höchste Erhebung von Sixt-Fer-à-Cheval). An den Hängen dieser Berge, insbesondere am Grand Mont Ruan, gibt es kleinere Gletscher und Firnfelder. Ganz im Süden reicht das Gebiet auf die Tête à l’Âne (2801 m) und in das Karstgebiet Désert de Platé. Etwa drei Viertel des Gemeindebodens gehören zum Naturreservat Sixt-Passy.
Zu Sixt-Fer-à-Cheval gehören neben dem eigentlichen Ortskern auch zahlreiche weitere Dörfer, Siedlungen und Weiler sowie Gehöfte, darunter:
- Les Fay (770 m) im Talkessel von Sixt
- Maison Neuve (820 m) im Talkessel von Sixt
- Savigny (850 m) im Talkessel von Sixt
- Passy (1050 m) auf einem Geländevorsprung über dem Dorf
- Le Crot (820 m) im Tal des Giffre
- L’Echarny (840 m) im Tal des Giffre
- Le Molliet (840 m) am Giffre
- Nambride (846 m) am Giffre

Nachbargemeinden von Sixt-Fer-à-Cheval sind Vallorcine im Osten, Passy und Arâches-la-Frasse im Süden, Samoëns im Westen sowie die schweizerischen Gemeinden Champéry, Evionnaz, Salvan und Finhaut im Nordosten.

## Geschichte
Das Gebiet von Sixt-Fer-à-Cheval ist wahrscheinlich erst seit dem 12. Jahrhundert dauerhaft besiedelt. Im Jahre 1130 schenkte Graf Aymon von Faucigny das Gebiet dem Kloster von Abondance. Daraufhin wurde 1144 das Augustinerkloster von Sixt gegründet. Die Mönche machten das Tal urbar, und neben dem Kloster entstand eine Siedlung.

## Sehenswürdigkeiten
Die Klosterkirche Sainte-Madeleine wurde im 13. Jahrhundert erbaut; größere Umgestaltungen erfolgten im 17. Jahrhundert. Bei Sixt stehen mehrere Kapellen, darunter die Chapelle de Salvagny, die Chapelle de Salmoiry (17. Jahrhundert) und die Chapelle Notre-Dame-des-Grâces (aus dem 17. Jahrhundert). Von den ehemaligen Klostergebäuden sind ein Speicher und das Refektorium, beide ebenfalls aus dem 17. Jahrhundert, erhalten. Die Ortskerne von Sixt und Salvagny zeigen zahlreiche Häuser aus dem 16. bis 19. Jahrhundert im typisch savoyischen Baustil.

## Bevölkerung
| Jahr                       | 1962 | 1968 | 1975 | 1982 | 1990 | 1999 | 2007 |
| Einwohner                  | 605  | 619  | 626  | 662  | 715  | 706  | 788  |
| Quellen: Cassini und INSEE |      |      |      |      |      |      |      |

Mit 728 Einwohnern (1. Januar 2022) gehört Sixt-Fer-à-Cheval zu den kleinen Gemeinden des Département Haute-Savoie. Im Verlauf des 19. und 20. Jahrhunderts nahm die Einwohnerzahl aufgrund starker Abwanderung kontinuierlich ab (1861 wurden in Sixt-Fer-à-Cheval noch 1478 Einwohner gezählt). Seit Beginn der 1980er Jahre wurde jedoch wieder eine leichte Bevölkerungszunahme verzeichnet.

## Wirtschaft und Infrastruktur
Sixt-Fer-à-Cheval war bis weit ins 20. Jahrhundert hinein ein vorwiegend durch die Land- und Alpwirtschaft und das Handwerk geprägtes Dorf. Heute gibt es verschiedene Betriebe des Kleingewerbes. Schon im 19. Jahrhundert nahm der Tourismus (Alpinismus) seine Anfänge. In den letzten Jahrzehnten hat sich Sixt-Fer-à-Cheval zu einem Ferienort im Haut-Giffre entwickelt. Die Gemeinde ist sowohl auf den Sommertourismus als auch auf den Wintertourismus (verschiedene Bergbahnen und Skilifte) spezialisiert.
Die Ortschaft liegt abseits der größeren Durchgangsstraßen, ist aber von Taninges über die Departementsstraße D 907 leicht erreichbar.